# Птичное (посёлок)
Пти́чное — посёлок в Троицком административном округе города Москвы, входит в состав Филимонковского района. Через посёлок протекает река Десна.

## История
В 1994—2006 годах — центр Первомайского сельского округа. До 1 июля 2012 находился на территории Наро-Фоминского района Московской области, являясь административным центром сельского поселения Первомайское, после чего вошел в состав Москвы в ходе реализации масштабного проекта по её расширению.
Своим названием посёлок обязан находящемуся на его территории ФГУП «Племенной птицеводческий завод Птичное», который был заложен в 1928 г. как совхоз «Птичное». В 2004 г. границы посёлка были значительно расширены благодаря включению в его состав соседнего посёлка Ремзавод.
В посёлке 19 улиц и 3 переулка, приписаны 4 садоводческих товарищества (СНТ), садоводческий кооператив (СПК) и 6 гаражно-строительных кооперативов.

## Население
| 2002 | 2006  | 2010  |
| ---- | ----- | ----- |
| 1942 | ↗4689 | ↘4262 |

## Экономика
- Племенной птицеводческий завод «Птичное»[7]
- 90 экспериментальный завод

## Застройка
На территории поселка частный сектор перемежается с многоэтажными панельными домами. На территории расположено около 30 многоэтажных домов не выше 5 этажей (бо́льшая часть — на ул. Лесная и Центральная). В 2012 году начато строительство первой очереди нового жилого квартала «Горчаково».

## Транспорт
Через Птичное проходит автодорога, соединяющая Киевское шоссе М3 и Калужское шоссе А130 на удалении около 20 км от Московской кольцевой автодороги. Автобусное сообщение с Апрелевкой и Троицком — автобус № 1031. Сообщение с Москвой — автобус и маршрутное такси № 304 (Троицк — Москва, ст. м. Саларьево), маршрутное такси № 522 (посёлок Первомайский — Москва, ст. м. Тёплый стан), автобус № 526 (аэропорт Внуково — Москва, Троицк)

## Достопримечательности
Основная достопримечательность местности — сохранившийся на территории посёлка главный дом усадьбы Воскресенки.

## Инфраструктура
В посёлке действуют два детских сада: на ул. Центральной и на территории бывшего пос. Ремзавод. В соседней деревне Горчаково находится Горчаковская средняя общеобразовательная школа, в которой обучаются и дети Птичного.